# Büttelborn
Büttelborn település Németországban, Hessen tartományban. Lakosainak száma 15 068 fő (2023. december 31.). Büttelborn Mörfelden-Walldorf és Groß-Gerau községekkel határos.

## Népesség
A település népességének változása:
| Lakosok száma | 14 694 | 14 761 | 14 955 | 14 992 | 15 068 |
|               | 2017   | 2019   | 2021   | 2022   | 2023   |